# Myiochaeta marnefi
Myiochaeta marnefi är en tvåvingeart som beskrevs av Cortes 1971. Myiochaeta marnefi ingår i släktet Myiochaeta och familjen parasitflugor. Inga underarter finns listade i Catalogue of Life.